# 오가와 요시즈미
오가와 요시즈미(일본어: 小川 佳純, 1984년 8월 25일 ~ )는 일본의 전 축구 선수이다.

## 구단 경력
그는 2007년부터 2019년까지 J리그의 나고야 그램퍼스, 사간 도스, 알비렉스 니가타에서 활동하였다.